# A. W. Sandberg
A. W. Sandberg (22 de mayo de 1887 – 27 de marzo de 1938) fue un director y guionista cinematográfico de nacionalidad danesa, especialmente activo en la época del cine mudo.

## Biografía
Su nombre completo era Anders Wilhelm Sandberg, y nació en Viborg, Dinamarca, siendo sus padres Otto Carl Sandberg, un empresario mercantil, y Anna Mathilde Wilian. Se educó como librero, trabajando después como periodista y fotógrafo para la revista semanal Verdensspejlet.
Sandberg empezó a trabajar en 1914 como cámara y director en Nordisk Film. Tras dirigir una serie de comedias de bajo presupuesto, en 1917 dirigió su película más aclamada, Klovnen, protagonizada por Valdemar Psilander. La cinta se estrenó dos meses después de la súbita muerte de Psilander, hecho que repercutió en la fama de Sandberg. Entre 1918 y 1927, Sandberg fue el principal director de la compañía, y sucedió a August Blom como director artístico de Nordisk. En ese período su reputación se cimentó con adaptaciones de las novelas de Charles Dickens Nuestro común amigo (1921), Grandes esperanzas (1922), David Copperfield (1922) y La pequeña Dorrit (1924). Produjo un total de 58 filmes, de los cuales escribió 19. En 1926, Sandberg dirigió un remake de Kloven que protagonizó Gösta Ekman y Karina Bell. Con la llegada del cine sonoro, Sandberg se ciñó al rodaje de documentales.
Sandberg estuvo casado con la actriz Karen Kragh Møller entre 1911 y 1916. En 1916 se casó con otra actriz, Else Frölich. Tuvo una tercera esposa, la también actriz Ruth Helweg Jacobsen, alemana, y con la cual se casó en 1935.
A. W. Sandberg falleció en 1938 mientras se encontraba de vacaciones en Bad Nauheim, Alemania. Fue padre del productor cinematográfico Henrik Sandberg.

## Filmografía
- 1936 : Til Danmark over de store Broer
- 1936 : Millionærdrengen
- 1933 : Fem raske piger
- 1931 : Den gule Danserinde
- 1928 : Revolutionsbryllup
- 1926 : Klovnen
- 1926 : Maharajahens Yndlingshustru
- 1925 : Fra Piazza del Popolo
- 1924 : Lille Dorrit
- 1924 : Wienerbarnet
- 1924 : Kan Kvinder fejle?
- 1924 : Min Ven Privatdetektiven
- 1924 : Kærligheds-Øen
- 1924 : Morænen
- 1923 : Lasse Månsson fra Skaane
- 1923 : Nedbrudte Nerver
- 1923 : Paa Slaget 12
- 1923 : Den sidste Dans
- 1922 : Pigen fra Sydhavsøen
- 1922 : Store Forventninger
- 1922 : David Copperfield
- 1921 : Vor fælles Ven
- 1921 : Kan disse Øjne lyve?
- 1920 : Stodderprinsessen
- 1920 : Kærlighedsvalsen
- 1920 : Det døde Skib
- 1919 : Kærlighedsleg
- 1919 : Solskinsbørnene
- 1919 : Kærlighedens Almagt
- 1919 : Rytterstatuen
- 1918 : De mystiske Fodspor
- 1918 : Manden med Arret
- 1918 : En Kunstners Kærlighed
- 1917 : Klovnen
- 1917 : Mellem de yderste Skær